# جاك د. ووكر
جاك د. ووكر (بالإنجليزية: Jack D. Walker)‏ هو سياسي أمريكي، ولد في 5 أبريل 1922 في الولايات المتحدة، وتوفي في 1 سبتمبر 2005 في نفس البلد. حزبياً، نشط في الحزب الجمهوري.